# Liste der Kulturdenkmäler in Rutsweiler am Glan
In der Liste der Kulturdenkmäler in Rutsweiler am Glan sind alle Kulturdenkmäler der rheinland-pfälzischen Ortsgemeinde Rutsweiler am Glan aufgeführt. Grundlage ist die Denkmalliste des Landes Rheinland-Pfalz (Stand: 6. September 2022).

## Einzeldenkmäler
| Bezeichnung  | Lage                | Baujahr                            | Beschreibung | Bild |
| ------------ | ------------------- | ---------------------------------- | --- | ---- |
| Spritzenhaus | Hauptstraße 74 Lage | zweite Hälfte des 19. Jahrhunderts | ehemaliges Feuerspritzenhaus; eingeschossiger Putzbau mit überstehendem Satteldach und Dachreiter, wohl aus der zweiten Hälfte des 19. Jahrhunderts | BW   |